# Eriococcus istresianus
Eriococcus istresianus är en insektsart som beskrevs av Goux 1989. Eriococcus istresianus ingår i släktet Eriococcus och familjen filtsköldlöss.
Artens utbredningsområde är Frankrike. Inga underarter finns listade i Catalogue of Life.